# Omsättningshastighet (varulager)
Omsättningshastighet på varulager är ett vanligt nyckeltal som ofta används i ekonomiska rapporter. Omsättningshastigheten räknas fram genom att ta kostnaden för sålda varor och dividera det med genomsnittligt lagervärde för perioden.
Som en formel uttryckt blir det:
Ett varulagers omsättningshastighet = {\displaystyle {\frac {K}{\frac {I+U}{2}}}},
där K är kostnaden för sålda varor, I är IB varulager och U är UB varulager.